# Yassine Meriah
Yassine Meriah (arabisch ياسين مرياح, DMG Yāsīn Maryāḥ; * 2. Juli 1993 in Ariana) ist ein tunesischer Fußballspieler, der auf der Position des Innenverteidigers spielt. Er nahm mit der tunesischen Nationalmannschaft an der Fußball-Weltmeisterschaft 2018 in Russland teil.

## Karriere

### Verein
Meriah spielte zu Beginn seiner Karriere in seiner Heimatstadt bei AS Ariana in der zweiten tunesischen Liga. Zur Saison 2013/14 wurde er zum Erstligisten ES Métlaoui transferiert. Nach zwei Spielzeiten wechselte Meriah zu CS Sfax.
Im Juli 2018 wechselte Meriah für eine geschätzte Ablösesumme von 1.500.000 Euro zu Olympiakos Piräus, wo er einen Vierjahresvertrag unterschrieb. Am 31. Januar 2020 wurde Meriah bis zum Ende der Saison 2019/20 an den Süper-Lig-Klub Kasımpaşa ausgeliehen. Nachdem Kasımpaşa von einer Kaufoption keinen Gebrauch gemacht hatte, wurde Meriah an den Süper-Lig-Konkurrenten Çaykur Rizespor verliehen.
Am 28. Juli 2021 wechselte Meriah für eine geschätzte Ablösesumme von 2.000.000 Euro zu Al Ain in die Vereinigten Arabischen Emirate.

### Nationalmannschaft
Sein erstes Spiel für die tunesische Nationalmannschaft bestritt er am 9. Oktober 2015 beim 3:3 in einem Freundschaftsspiel gegen Gabun.
Anlässlich der Fußball-Weltmeisterschaft 2018 wurde Meriah in das tunesische Aufgebot berufen. Er stand in allen drei Vorrundenspielen gegen England, Belgien und Panama in der Startelf. Die Mannschaft beendete das Turnier auf dem dritten Platz in der Gruppe G und schied aus.
Meriah gehörte auch zum Kader der tunesischen Nationalmannschaft beim Afrika-Cup 2019 und wurde dort in allen Partien jeweils über die volle Spielzeit eingesetzt. Im Achtelfinalspiel gegen Ghana trug er durch einen Treffer im Elfmeterschießen zum Einzug seines Teams in das Viertelfinale bei.
Beim FIFA-Arabien-Pokal 2021 wurde er ebenfalls für den tunesischen Kader nominiert.